# Kordon sokalski

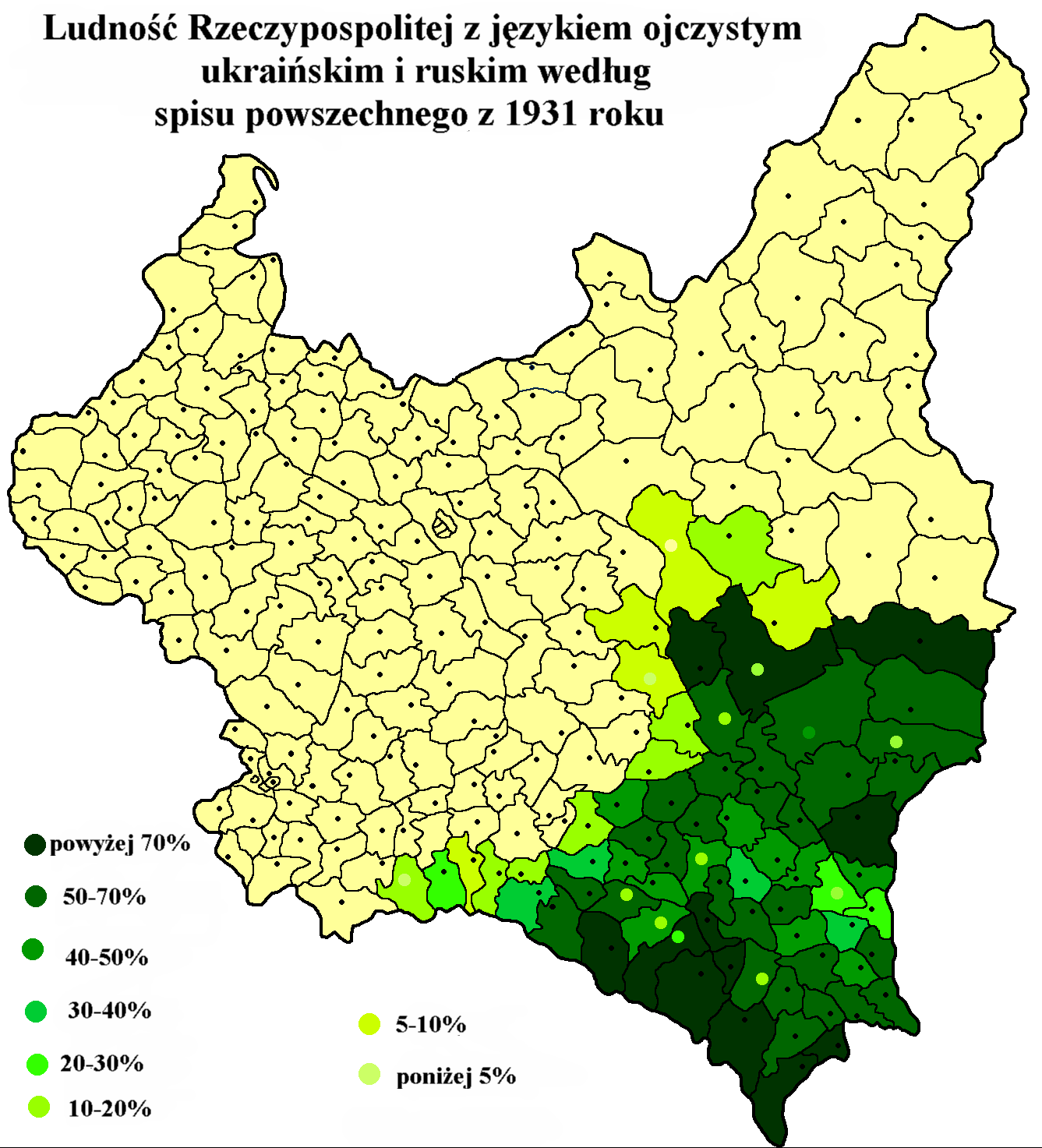
Ludność Rzeczypospolitej z językiem ojczystym ukraińskim i ruskim, według spisu powszechnego 1931 roku

Kordon sokalski (od miasta Sokal) − umowny termin dla określenia granicy administracyjnej pomiędzy obszarem województw tzw. Małopolski Wschodniej (d. Galicji Wschodniej) a województwem wołyńskim i powiatami Chełmszczyzny w obrębie województwa lubelskiego, utworzony w okresie II Rzeczypospolitej, mający swoją genezę w istniejącej do 1914 granicy między zaborem rosyjskim (na północy) i zaborem austriackim (na południu).
Po odzyskaniu przez Polskę niepodległości ta nieformalna granica była podtrzymywana politycznie przez rząd polski w celu osłabienia wpływów ukraińskiego nacjonalizmu rozwijającego się w d. Galicji Wschodniej na ukraińską ludność ziem leżących na północ od Galicji, na których ogólny poziom świadomości narodowej był znacznie niższy niż na ziemiach pohabsburskich. Przebieg kordonu pokrywał się z dawną rozbiorową granicą Imperium Rosyjskiego i Austro-Węgier (zob. Granica Austro-Węgier z Rosją). Podział ten pokrywał się także z podziałem wyznaniowym: greckokatolickim większości Ukraińców na terenie dawnego zaboru austriackiego i wyznaniem prawosławnym większości Ukraińców na terenie dawnego zaboru rosyjskiego (po likwidacji przez carat w 1839 roku unii brzeskiej i przymusowym wcieleniu struktur kościoła unickiego do rosyjskiej cerkwi prawosławnej).
Kordon ten miał m.in. utrudniać organizację ukraińskich stowarzyszeń oświatowych, spółdzielczych i sportowych (Płast, Proświta, Masłosojuz) na Wołyniu i Chełmszczyźnie oraz napływ ukraińskiej prasy i literatury z terytorium Galicji. W praktyce sprowadzało się to do odmowy rejestracji oddziałów stowarzyszeń, spółdzielni i partii ukraińskich działających w Galicji na terytorium województwa wołyńskiego i województwa lubelskiego.